# Lorenzo Smerilli
Lorenzo Smerilli (ur. 11 sierpnia 1987 r. w San Severino Marche we Włoszech) – włoski siatkarz, libero. Występuje w Serie A1, w drużynie Copra Elior Piacenza.

## Sukcesy
- Puchar Włoch: 2008